# Toxicochlespira
Toxicochlespira é um gênero de gastrópodes pertencente a família Mangeliidae.

## Espécies
- Toxicochlespira pagoda Sysoev & Kantor, 1990[2]